# Ri Myong-Hwa
Ri Myong-Hwa es una deportista norcoreana que compitió en judo. Ganó cuatro medallas en el Campeonato Asiático de Judo entre los años 1997 y 2001.

## Palmarés internacional
| Campeonato Asiático | Campeonato Asiático   | Campeonato Asiático | Campeonato Asiático |
| Año                 | Lugar                 | Medalla             | Categoría           |
| ------------------- | --------------------- | ------------------- | ------------------- |
| 1997                | Manila (Filipinas)    | Medalla de oro      | –56 kg              |
| 1999                | Wenzhou (China)       | Medalla de plata    | –57 kg              |
| 2000                | Osaka (Japón)         | Medalla de bronce   | –57 kg              |
| 2001                | Ulán Bator (Mongolia) | Medalla de plata    | –57 kg              |